# Питерс, Ленри
Ленри Леопольд Уилфред Питерс (англ. Lenrie Peters; 1 сентября 1932, Батерст, Британская Гамбия — 28 мая 2009, Дакар) — гамбийский поэт, прозаик, хирург.

## Биография
Родился в семье креолов Сьерра-Леоне. В 1949 году переехал в Сьерра-Леоне, где получил образование в Школе принца Уэльского во Фритауне. С 1952 года продолжил учёбу в Тринити-колледже в Кембридже, в 1956 году получив степень бакалавра естественных наук. Во время учёбы заинтересовался панафриканизмом, был избран президентом Африканского союза студентов.
С 1956 по 1959 год учился в Больнице Университетского колледжа (University College Hospital) в Лондоне, в 1959 году получил дипломом врача-хирурга.
В 1955—1968 годах работал на радио Би-би-си, готовил программы для африканских стран. Занимался медицинской практикой в Гилфорде и Нортгемптоне. Был членом Королевской коллегии хирургов Англии.
Вернувшись в Гамбию, продолжил хирургическую практику в Банжуле. Будучи филантропом, стремился делиться своим богатством с нуждающимися.
Избирался президентом Исторической комиссии по сохранению памятникам Гамбии, был председателем совета директоров Национальной библиотеки Гамбии и Гамбийского колледжа (1979—1987).
Умер в Дакаре после непродолжительной болезни.

## Творчество
Автор поэтических сборников «Стихи» (1964), «Спутники» (1967), «Катчикали» (1971), романа «Второй круг» (1965), написанного по впечатлениям личной врачебной практики, рассказывающего о состоянии африканского общества накануне обретения многими странами независимости.
Избирался председателем союза писателей Гамбии.

## Избранные произведения
- 1964: Poems (Ibadan: Mbari Publications)
- 1967: Satellites (London: Heinemann, African Writers Series No. 37)
- 1971: Katchikali (London: Heinemann, African Writers Series No. 103) ISBN 0-435-90633-X ; ISBN 0-435-90103-6
- 1981: Selected Poetry (London: Heinemann, African Writers Series No. 238) ISBN 0-435-90238-5